# Theodorus Lumanauw
Theodorus Lumanauw (ur. 8 maja 1922 w Tandano, zm. 18 maja 1981) – indonezyjski duchowny katolicki, arcybiskup Makassar w latach 1973-1981.

## Życiorys
Święcenia kapłańskie otrzymał 7 lipca 1946.
7 sierpnia 1973 papież Paweł VI mianował go arcybiskupem Makassar. 22 września tego samego roku z rąk arcybiskupa Adrianusa Djajasepoetra przyjął sakrę biskupią.
Zmarł pełniąc godność arcybiskupią 18 maja 1981. 